# Страдања јеврејских здравствених радника током Другог светског рата у Југославији
Страдања јеврејских здравствених радника током Другог светског рата у Југославији била је једна последица злочиначких активности немачких нациста и усташа који је спроведен у оквиру свеопштег Холокауста у окупираној Европи. Према до сада познатим подацима, од најмање 2.000 југословенских јеврејских здравствених колико их је било пред Други светски рат живело у Југославији концентрисаних углавном у градовима настрадало је 1.137 јеврејских здравствених радника, од којих 932 лица као жртве фашистичког терора, док су 205 лица погинула у народноослободилачком рату. Највише је страдало на територији Независне Државе Хрватске 359, окупиране Србије 229, Бачке – Барање – Међумурја 224, Баната 81, Македоније 35, Косова и Метохије 3, Далмације – Хрватског приморја – Приобалских острва.

## Услови који су претходили страдању Јевреја
Након краткотрајног Априлског рата 1941. године, Краљевина Југославија окупирана је од немачких, бугарских, мађарских и италијанских трупа. У циљу онемогућавања стварања јединствене Југославије у будућности, Трећи рајх је на њеној територији створио неколико квислиншких творевина: Независну Државу Хрватску, комесарску владу у Србији, Конзулту у Љубљанској покрајини, Привремени административни комитет у Црној Гори и Националистичку шпитарску управу на Космет у и делу Македоније. Рубне области Краљевине Југославије анектиране су од фашистичких држава: Немачке, Бугарске, Мађарске, Италије и Албаније која је била италијански протекторат.
Реализација холокауста на подељеним деловима територије Југославије разликовала се различито од марионетског режима до режима, као део шире организованог злочина нацистичке Немачке у току Другог светског рата који се заснивао на антисемитској легислатури, пропаганди, принудном раду, пљачкању јеврејске имовине и потпуном и систематском физичком уништењу Јевреја. У Хрватској је ситуација била значајно другачија, јер је хрватска Католичка црква помогла у стварању усташке фашистичке државе. Истина, црквени лидери нису били подједнако ентузијастични према усташама. Кардинал Алојзије Степинац је у том погледу био опрезнији од сарајевског надбискупа Ивана Шарића, који је отворено призивао истребљење Јевреја". Хрватски лидери Католичке цркве подржали су Павелићев режим, да Изврши геноцид над становништвом некатоличке вере (пре свега над Србима православне вере па онда и над Јеврејима).

На простору окупиране Југославије холокауст је био огромних размера, јер је у њему живот изгубило близу 90% припадника јеврејске заједнице, која је деценијама и вековима насељавала овај простор, и око 1.150 Јевреја „у транзиту“, који су се на њеном простору затекли током немачка окупације. Према подацима „Шпигла” у бившој Југославији страдало је 95% Јевреја, што је процентуално највећи број убијених Јевреја у холокаусту у Европи. У Пољској је убијено 80% Јевреја, у Трећем рајху 33%, у Аустрији 32%, Италији 14% и Чехословачкој 40%.
Малобројни Јевреји који су успели да преживе холокауст у окупираној Југославији углавном су ступали у Народноослободилачки покрет или Југословенску војску у отаџбини, крили се под лажним (често избегличким) идентитетом или су успели да се пребаце на територију под италијанском окупацијом.

## Смрт је вребала са свих страна
Јеврејски здравствени радници стрдали су тако што су:
- умирали од болести
- убијани при покушају бекства, нпр. из усташког логора Јасеновац.
- умирали на присилном раду, у логорима,
- стрељани на стратиштима,
- нека лица у очају извршила самоубиство
- бомбардовању Бања Луке и Београда.
- умрли при повратку из заробљеништва 1945. године.[8]

Умирало се и природном смрћу, али су узроци најчешће лежали у исцрпљујућим и јаким стресогеним утицајима страхота рата.
Колико се у рату изгубила хуманост показују и подаци да су убијани и тешки болесници, који су на силу извлачени из болница. Тако су Немци одвели из болнице у Београду једног нервног болесника, а сличан случај се десио и у Загребу, али су одговорни за овај злочин били припадници усташког покрета.
Осим бежања у иностранство, један број лица је покушавао да спас пронађе бежећи у друга места на територији Југославије. Тако је више лица током окупације пребегло у Македонију, али их је Гестапо вратио у Београд и убио. Јеврејски здравствени радници безуспешно су бежали и у унутрашњост Србије (у градовима попут Пирота, Ниша, Крагујевца, Београда, Приштине, итд.), али и у градовима на територији Независне државе Хрватске покушавајући да се сакрију од припадника усташког покрета. Један број лица покушао је бекство у Хрватско приморје, али су их Италијани интернирали у логор на Рабу, а после их Немци убили.
За разлику од окупиране Србије где су холокауст вршили немачки војници, у Независној држави Хрватској је највећи број Јевреја убијен од припадника усташког покрета. Историчар Раша Романов у публикацији „Јевреји у Југославији 1941-1945" пише да је на територији Независне Државе Хрватске живело око 39.000 Јевреја. Истребљење је почело у јулу 1941. године, а релевантни подаци показују да је током рата убијено око 32.000 Јевреја. Међу њима је био и влики број јеврејских здравствених радника, који су настрадали по градовима у Независној држави Хрватској: Загребу, Зеници, Бања Луци, Брчком, Госпићу, Бјеловару, Ђакову, Тузли, Сребреници, Осијеку, Лепоглави, Сплиту, у области Лике, Вараждину, Јабланцу, Окућанима, Сиску, Лоборграду, Превлаци, Карлобагу, Копривници, а највећи број јеврејских здравствених радника усташе су одвеле у логоре и побили.
За Дражу Михаиловића и његов Равногорски покрет, комунисти су били главни противници којима је требало задати ударац, а не Јевреји: 
„чак и у условима рата, па макар и снагом националног непријатеља, служећи се дефанзивним односом према окупаторима а активним према партизанима, усташама и муслиманима.”
О карактеру односа Равногорског покрета према Јеврејима сведочи фељтон Јаше Алмулија „Сведочанства: Да ли су четници заиста убијали Јевреје“, који је у београдском недељнику НИН објављен током 1989. године, у коме он наводи да су се у непосредној близини генерала Михаиловића налазила чак тројица Јевреја: Бењамин Самоковлија (кувар главног штаба), др Тибор Голдвајн (Михаиловићев лекар) и инж. Јосиф Шлезингер (организатор равногорске радио-службе). Јаша Алмули је у више својих публикација објашњавао, 
| „ | Да су четници углавном помагали или „остављали на миру“ Јевреје, а да су их убијали због припадности или помагања партизанском покрету или услед личних мотива појединаца (пљачка, личне размирице и слично). | ” |

## Структура страдалих здравствених радника
Међу здравственим радницима јеврејског порекла из Југославије који су настрадали током холокауста било је:
- лекара и студената медицине
- фармацеута и студената фармације,
- ветеринара и студената ветерине,
- дентиста,
- медицинских сестара,
- апотекарских помоћника,
- непрофесионалних болничара,
- бабица,
- неговатељица особа са посебним потребама итд.[1]

## Улога проусташких лекара у страдању јеврејских здравствених радника
Посебну улогу у одвођењу јеврејских и српских лекара у логоре имали су проусташки настројени лекари у Хрватској и Славонији, кој су за своју активност имали два мотива: 
- Да се реше „конкуренције“ од стране Јеврејских лекар
- Да би се отимањем домогли савремених, за оно време добро опремљених, јеврејских  ординација.[12]

Један број лекара (68) из Хрватске и Славоније послат је у Босну августа и октобра 1941. године како би радили на сузбијању ендемскогсифилиса То је учињено на инсистирања проусташких лекара да се они уклоне из Хрватскеи Славоније. Иако је један број лекара који су послати у Босну на сузбијање ендемског сифилиса оболео, а неки умрли, акција је имала позитивну страну, јер је највећи број њих избегао одвођење у логоре, а после је већина њих приступила партизанском покрету. Јаша Романо је навео да су,
...од 80 лекара који су били укључени у акцију за сузбијање ендемског сифилиса у Босни (12 из Босне и 68 из Хрватске и Славоније) 3 умрла, а 4 одведена од усташа у логор. Од осталих 73, њих 65 је приступило партизанском покрету, а од њих погинуло 15. Међутим, према анализираном списку, укупно 10 јеврејских здравствених радника који су били ангажовани на сузбијању ендемског сифилиса је изгубило живот. Од тога, Немци су убили 3 лица, припадници усташког покрета 3, за једно лице се не знају околности страдања јер је нестао, 2 лица су се разболела и умрла, а за једно лице је наведено да  је умрло у Тузли.
Најбољи пример снажних активности проусташких лекара је „Осјечка лекарска афера“ току 1942. године у Осијеку када је од око 40 јеврејских лекара који су ту живели и радили пре рата остало у животу само 4. Током ове афере проусташки лекари су покренули петицију са именима 18 проусташких лекара како би се Јевреју одвели у логоре, а све у „интересу расне чистоће здравствене службе“. И тако је од ове четворице преосталих сисачких лекара, због велике популарности коју су уживали у народу један од тих лекара послат у логор где су била српска деца у Сиску, а један у Прихватилиште за српску децу у Јастребарском. Остала двојица су одведена у Аушвиц и тамо убијена.

## Хронологија холокауста у окупираној Србији
Трагична судбина Јевреја у окупираној Србији започела је у априлу 1941. и углавном се завршила у мају 1942. године. Овај период од нешто више од годину дана може се поделити у три фазе.
| Фазе холокауста | Период трајања                 | Опис извршених радњи |
| --------------- | ------------------------------ | --- |
| I               | април — октобра 1941.          | У овом периоду нацисти су устројили евиденцију о Јеврејима и њиховој имовини, означили их жутим тракама, ограничили им људска права и слободу кретања, вршили пљачку имовине, спроводили принудни рад и слично. |
| II              | октобра 1941. — фебруара 1942. | У овом периоду Немци су похапсили скоро све Јевреје, интернирали их у логоре и на околним стратиштима стрељали мушкарце.                                                                                        |
| III             | фебруар — мај 1942.            | Немци су у овој фази из целе Србије депортовали жене и децу у логор на Сајмишту и и ту их угушили отровним гасом.                                                                                               |

## Места највећих страдања
Према бројним изворима највише здравствених радника Јевреја, жртава фашистичког терора током Другог светског рата у Југославији усмртили су немачки војници и припадници усташког покрета, као наодговорнији за највећи број настрадалих.
Око 80% лица настрадало је у логорима и на стратиштима, највише у логору Сајмиште. Настрадало је укупно 530 лица односно 57% од укупно настрадалих југословенских јеврејских здравствених радника – жртава фашистичког терора — логорима Јасеновцу (198), Аушвицу (193) и Бањици (139) Ако се додају и подаци из логора Сајмиште где је настрадало 55, стратиште Јабука где је стрељано 59, логор Треблинка који је обрисао 39 живота и још 28 лица која су настрадала од мађарских фашиста током новосадске „Рације“ онда тај проценат износи 711 лица или 77%.
Од 198 југословенска јеврејска здравствена радника која су настрадала у логору Јасеновац, њих 160 је настрадало у 1941. и 1942. години. Један број југословенских јеврејских здравствених радника био је у логору Јасеновац од 1941. до 1945. године и њихово знање и вештине су припадници усташког покрета искоришћавали. Укупно 10 јеврејских здравствених радника изгубило је живот од оних који су били ангажовани у акцији на сузбијању ендемског сифилиса у Босни.
Међу 350 Јевреја који су настрадали у логору на Бањици 1941. године, било је 109 здравствених радника или око 31%. Ово је веома висок број, ако се има у виду да је свих 109 лица било мушког пола, од 243 лица мушког пола који су 1941. године настрадали на Бањици, што процентуално износи 44,856%. У 1944. години укупно је настрадало 197 југословенских јеврејских здравствених радника, а од тога само у Аушвицу су настрадала 162 лица.

### Нацистички логор Аушвиц
Место највећих страдања југословенских јеврејских здравствених радника, према месту и години рата био је Аушвиц, са 193 југословенска јеврејска здравствена радника настрадала су у овом логору. Од тога, 157 лица било је мушког пола и 36 лица женског. Према годинама страдања, резултати су показали да је у 1942. години настрадало 17 лица, у 1943. укупно 13, у 1944. укупно 162, и у 1945. једно лице. 
Од укупно 197 југословенска јеврејска здравствена радника која су настрадала у 1944. години, 162 лица су настрадала у Аушвицу или 82,23%.
Највећи број лица настрадали у току 1944. године у Аушвицу били су са територије Бачке, која је током рата била под контролом мађарских фашиста, док је највећи број лица која су настрадала током 1942. и 1943. године било са територије Независне државе Хрватске.
Нацистички логор Аушвиц
| Година/пол | Мушки | Женски | Укупно |
| ---------- | ----- | ------ | ------ |
| 1945       | 1     |        | 1      |
| 1944       | 139   | 23     | 162    |
| 1943       | 8     | 5      | 13     |
| 1942       | 9     | 8      | 17     |
| Укупно     | 157   | 36     | 193    |

### Усташки логор Јасеновац
Према бази података Музеја жртава геноцида у Београду, 
...у логору Јасеновац убијено је око 20.000 лица јеврејског порекла, док је око 30.000 лица јеврејског порекла рођено на територији Независне државе Хрватске настрадало у Другом светском рату. Према резултатима истраживања, 198 југословенских јеврејских здравствених радника настрадало је у усташком логору Јасеновац, односно око 1% од свих настрадалих Јевреја у овом логору су били здравствени радници.  Од тога, 166 лица мушког пола и 32 лица женског. Према годинама страдања, резултати су показали да  је у 1941. години настрадало 77 лица, у 1942. укупно 83, 1943. укупно 11, у 1944. укупно 14, и у 1945. укупно 13 лица. Резултати су видљивији укрштањем полне структуре настрадалих и година страдања.
Усташки логор Јасеновац
| Година/пол | Мушки | Женски | Укупно |
| ---------- | ----- | ------ | ------ |
| 1945       | 12    | 1      | 13     |
| 1944       | 12    | 2      | 14     |
| 1943       | 11    | -      | 11     |
| 1942       | 59    | 24     | 83     |
| 1941       | 72    | 5      | 77     |
| Укупно     | 166   | 32     | 198    |

### Нацистички логор Бањица
Треће велико страдалиште југословенских јеврејских здравствених радника био је нацистички логор у окупираној Србији – Бањица, у коме је страдало 139 југословенских јеврејских здравствених радника. Од тога, 135 лица мушког пола и 4 лица женског. Према годинама страдања, резултати су показали да је у 1941. години настрадало 109 лица, у 1942. укупно 24, 1943. укупно 3, у 1944. укупно 3.
Нацистички логор Бањица
| Година/пол | Мушки | Женски | Укупно |
| ---------- | ----- | ------ | ------ |
| 1944       | 2     | 1      | 3      |
| 1943       | 2     | 1      | 3      |
| 1942       | 22    | 2      | 24     |
| 1941       | 109   | -      | 109    |
| Укупно     | 135   | 4      | 139    |

### Логор Црвени крст у Нишу
У овом логору у коме је настрадало 1942. године 7 здравствених радника мушког пола, а 1943. године 1 лице мушког пола, први логорски лекар био је Велизар Пијаде. Ту дужност обављао је до 13. фебруара 1943. године када је одведен из логора и стрељан на Бубњу са преосталим Јеврејима. Од њега је дужност преузео др Радивоје Савић, и исту обављао све до интернирања у Дахау, септембра 1943. године. Следећи лекар (кога је пре интернирања у Немачку обучио др Радивоје Савић), био је др Драгутин Јовић, лекар из Соко Бање који је доведен у логор 1943. године. На овој дужности остао је до 19. децембра 1943. када је и он интерниран у Немачку.
Како од децембра 1943. у логору више није било лекара, бригу о здрављу логораша водио је студент медицине Дарко Радман, коме је у овом послу помагао његов брат Слободан, такође студент Медицинског факултета у Београду. Њих двојица били су последњи који су обављали послове логорских лекара, до стрељања у кругу логора, последње групе од 36 логораша (10 жена и 26 мушкараца, међу којима су били и браћа Радман) и његовог напуштања и затварања логора Црвени 14. септембра 1944. године.

### Остала стратишта и начини страдања
Друга важна места страдања јеврејских здравственихрадника била су:
- Логору на Сајмишту — у коме је настрадало 55 лица (једно лице женског пола 1941. године, а у 1942. години 5 лица мушког пола и 49 лица женског пола).
- У „Рацији“ је настрадало 28 јеврејских здравствених радника. Од тога, 25 лица мушког пола и 3 лица женског;
- У Крагујевцу је 21. октобра 1941. године стрељано 6 лица мушког пола, а у Ваљеву истог дана једно лице женског пола;
- У месту Јабука код Панчева октобра 1941. године стрељано је 59 лица мушког пола, а пре тога су били у логору Топовске шупе;
- У логору Треблинка настрадало је 1943. године 39 југословенских јеврејских здравствених радника. Од тога, 36 лица мушког пола и 3 лица женског. У највећем броју случајева, ради се о македонским Јеврејима који су са територије под бугарском окупацијом Југославије марта 1943. године послати у Треблинку.
- На стратишту у Бубњу код Ниша настрадало је 1942. године 7 лица мушког пола, а 1943. године 1 лице мушког пола.
- На усташком стратишту у Јадовну настрадало је 5 лица мушког пола, а за једно лице је наведено да је убијен на Велебиту.
- У евиденици је налазе и подаци за 3 лица мушког пола који су, како се тврди, убијени од Немаца јула 1941. године на Ташмајдану у Београду.
- Од српских колаборациониста настрадала су два лица. Једно је настрадала од припадника четничког покрета, а једно лице је убијено од припадника Српског добровољачког покрета – Љотићеваца (десничарски покрет) (када су непосредно после извршене тешке операције, упали Љотићевци у болницу и убили га).[1]

## Самоубиства јеврејских здравствених радника
У временима холокауста када су окупатори и квислинзи на југословенским окупираним територијама и друштва која су на њима живела наметнули одређене обичаје и правила према Јеврејима, 
...један број југословенских јеврејских здравствених радника је сам изабрао своју судбину, не мирећи се са судбином коју су им наменили други. У тренутку кад им је претило ускраћивање слободе или у тренутку када им је она одузета, определили су се да искористе своје право на самоубиство. Према резултатима нашег истраживања, 19 југословенских јеврејских здравствених радника је изабрало самоуништење или око 2% лица.
Према наводима Бојана Ђокића, стручног сарадника – историчара, Музеја жртава геноцида у Београду, међу овим лицима, током Другог светског рата у Југославији, били су:
1. Крајински др мр фарм. Артур, апотекар у Вараждину где је и рођен 1884. године. Фармацеутски факултет завршио је у Бечу, а у Будимпешти стекао докторат фармацеутских наука. После окупације Југославије априла 1941. године извршио је самоубиство у Вараждину. Његово име је уклесано на спомен – плочи на Фармацеутском факултету у Загребу.[тражи се извор]
2. Милић др Бланка, лекар у Осијеку. Рођена је 1891. године. Пребегла је 1941. у Копривницу, где је 1942. извршила самоубиство, када су усташе дошле да је одведу у логор.
3. Милић др Срећко, лекар у Осијеку. Стар 56 година. Пребегао је 1941. године у Копривницу, где је 1942. извршио самоубиство, када су усташе дошле да га одведу у логор.
4. Бем др Лили, лекар у Вуковару. Рођена је 1901. године у Мађарској. Била је члан Комунистичке партије Југославије. Специјализирала је окулистику. После доласка усташа на власт извршила је самоубиство маја 1941.
5. Долиншек – Сеге др Теа, лекар у Загребу. Рођена је 1903. године. Специјализирала окулистику. Извршила је самоубиство у Загребу 1942.
6. Екштајн др Људевит, лекар у Новом Саду. Рођен је 1896. године. Медицински факултет завршио је 1921, а потом специјализирао стоматологију. Извршио је самоубиство пред одвођење за Аушвиц маја 1944. Према другој верзији настрадао је јануара 1942. у Новом Саду приликом „рације“.
7. Фирст Ронаи др Вера, лекар у Врбасу. Стара 43 године. Медицински факултет завршила је 1922. године, а затим специјализирала стоматологију. Крајем маја 1944. одведена је од Немаца у Аушвиц, али је на путу код места Баје извршила самоубиство.
8. Фогел – Кепих др Љубица, лекар у Суботици. Рођена је 1899. године. Медицински факултет завршила је 1923. Извршила је самоубиство код Бачалмаша јуна 1944. приликом одвођења за Аушвиц.
9. Гринберг др Јозеф, лекар у Дервенти. Стар 65 година. Медицински факултет завршио је 1903. године. Извршио је самоубиство 1942. приликом одвођења за логор Јасеновац.
10. Ивањи др Мориц, лекар у Зрењанину. Рођен је 1867. године. Медицински факултет завршио је 1892. Извршио је самоубиство априла 1941. у Зрењанину.
11. Касовиц др Рудолф, лекар у Зрењанину. Рођен је 1903. године. Специјализирао је хирургију. Пребегао је 1941. у Будимпешту, где је пред одвођење у Аушвиц 1944. извршио самоубиство.
12. Лендвај др Клара, лекар у Београду. Рођена је 1901. године. Медицински факултет завршила је 1926. у Београду, као први лекар Јеврејин који је дипломирао на том факултету. Специјализирала је стоматологију. Извршила је самоубиство у Београду априла 1941.
13. Ровински др Сима, лекар у Ђакову. Стар око 45 година. Извршио је самоубиство 1942. године у Ђакову пред одвођење у усташки логор.
14. Сас др Мирко, лекар у Суботици. Рођен је 1893. године. Медицински факултет завршио је 1919, а затим специјализирао стоматологију. Крајем маја 1944. извршио је самоубиство у Суботици пред одвођење у Аушвиц.
15. Штајн др Бено, лекар у Загребу. Рођен је 1890. године у Чешкој. Медицински факултет завршио је 1913. у Бечу, а следеће године је дошао у Загреб, где је специјализирао интерну медицину. Био је познат као одличан стручњак, јавни и културни радник. Од 1928. је био у напредном покрету и постао члан Комунистичке партије Југославије. У његовом стану су се окупљали напредни културни радници и тај скуп је назван „Клуб др Бене Штајна“. Више пута је био хапшен. По задацима Комунистичке партије путовао је у Беч преносећи илегални материјал Коминтерни. До рата је написао више стручних и научних радова из области интерне медицине, као и више чланака у напредним културним часописима. У време Априлског рата 1941. био је позван као резервни санитетски официр у југословенску војску. Капитулација га је затекла у Чачку. Свестан судбине која га очекује као Јеврејина и комунисту, извршио је априла 1941. године самоубиство у Чачку.[1]
16. Шварц др Андрија, лекар у Новом Саду. Стар око 40 година. После окупације пребегао је у Будимпешту, где је 1944. године извршио самоубиство пред одвођење у Аушвиц.
17. Бауер Р. Александар, ветеринар у Словенији. Рођен је 1907. године у Златару. Ветеринарски факултет завршио је 1937. у Загребу. После доласка усташа на власт извршио је самоубиство у Загребу јуна 1941.
18. Освалд др Бранко, ветеринар у Загребу. Рођен 1908. године у Загребу, где је завршио и Ветеринарски факултет 1931, а затим стекао докторат ветеринарских наука. Као млад стручњак стекао је признање у земљи и иностранству бројним научним радовима, првенствено из области орнитофитологије. Бавио се и књижевношћу и написао је већи број песама, као и једну драму. Највећи део тих радова пропао је у току рата. После доласка усташа на власт, свестан свега што га очекује, извршио је маја 1941. године самоубиство.
19. Краус Мирко, дентиста у Суботици. Стар 53 године. Одведен је у логор у Аустрији 1942. године, где је извршио самоубиство 1943. године.